# Shellshock
Shellshock è un singolo del gruppo rock-synthpop britannico New Order, estratto dalla colonna sonora del film Bella in rosa e pubblicato nel marzo del 1986 dalla Factory Records. È accreditato ai New Order e a John Robie ed è ispirato alla hit da discoteca del 1983 One More Shot - un progetto in studio di Robie che la eseguì sotto il nome di una band fittizia, C-Bank, insieme alla cantante Jenny Burton.
Molti sono i b-sides che accompagnano il brano; in Inghilterra (FAC 143) e negli Stati Uniti figura sul lato B del vinile 7" la riciclata Thieves Like Us Instrumental (già apparsa in Murder e che comunque è udibile in Bella in rosa), mentre su quello del vinile 12" un dub mix intitolato Shellcock.
Inoltre le versioni 12" contengono un remix esteso di Shellshock lungo quasi 10 minuti, il componimento più lungo dei New Order dopo la registrazione originale di Elegia. Una versione editata lunga sei minuti e mezzo mancante di un verso intero di questo mix fu scelta per l'inserimento nella raccolta del 1987 Substance, al posto di quella originale di Bella in rosa. Curiosamente, essa divenne ben più nota di quest'ultima, surclassando anche il remix che rimase inedito su CD fino alla versione rimasterizzata della ost del lungometraggio.

## Cover
La copertina sul vinile a 12 pollici fu realizzata dal fotografo inglese Geoff Power ed è unica in quanto l'errore di battitura 'Alex' sulla copertina superiore anteriore [parte del graffito rappresentato] non è stato aggiunto da Peter Saville, il progettista.

## Tracce

### 7": FAC 143 (UK)
Testi e musiche di Gillian Gilbert, Peter Hook, Stephen Morris, John Robie e Bernard Sumner eccetto dove indicato.
1. Shellshock – 4:19
2. Thieves Like Us (Instrumental Edit) – 3:55 (Arthur Baker, Gilbert, Hook, Morris, Sumner)

### 12": FAC 143 (UK)

Una scena del videoclip

1. Shellshock – 9:41
2. Shellcock – 7:35

### 12": A&M SP-12174 (USA)
1. Shellshock – 9:41
2. Thieves Like Us (Instrumental) – 6:39 (Baker, Gilbert, Hook, Morris, Sumner)

## Classifiche
| Classifica (1986)                 | Posizione massima |
| --------------------------------- | ----------------- |
| Australia                         | 23                |
| Irlanda                           | 18                |
| Nuova Zelanda                     | 8                 |
| Regno Unito                       | 28                |
| Regno Unito (independent)         | 1                 |
| Stati Uniti (hot dance)           | 26                |
| Stati Uniti (hot dance club play) | 14                |